# Atelomycterus marmoratus
Atelomycterus marmoratus (tên tiếng Anh: "Coral catshark") là một loài cá nhám mèo thuộc họ Scyliorhinidae. Nó phổ biến trong vùng rạn san hô nông dọc Ấn Độ Dương-Tây Thái Bình Dương, từ Pakistan tới New Guinea. Đạt chiều dài 70 cm (28 in), A. marmoratus có cơ thể mãnh dẻ, đầu và đuôi ngắn, và có hai vây lưng. Nó có thể được nhận dạng bởi nhiều chấm đen và trắng trên lưng, hai bên thân và vây. Thêm nữa, con đực trưởng thành có một thùy bám (cơ quan sinh dục ngoài) dài và dẹp.
Ban ngày chúng ẩn trốn và không hoạt động, lúc hoàng hôn và tối, chúng ra ngoài săn các loài động vật không xương sống tầng đáy và cá xương nhỏ. Cơ thể mãnh khảnh cho phép chúng trốn trong những không gian hẹp của rạn san hô. Đây là loài noãn thai sinh: con cái đẻ những bao trứng hình túi xách ở đáy biển, và con non nở sau 4-5 tháng. Loài cá nhám nhỏ, vô hại này thích ứng tốt và có thể sinh sản trong tình trạng giam cầm; nó là một trong những loài cá nhám thích hợp nhất cho việc nuôi cảnh. Chúng có khả năng bị ngư dân bắt nhầm, và ít có giá trị thương mại. Do việc mất môi trường sống ngày một tăng, Liên minh Bảo tồn Thiên nhiên Quốc tế (IUCN) xem nó như loài sắp bị đe dọa.

## Phân loại

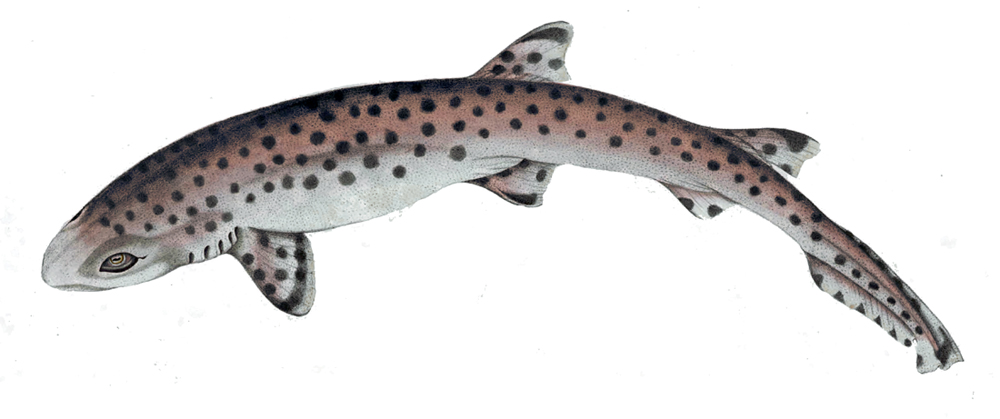
Một hành minh họa trong llustrations of Indian Zoology (1832).

A. marmoratus được mô tả lần đầu tiên bởi một tác giả vô danh, thường được cho rằng là nhà động vật học người Anh Edward Turner Bennett, trong tác phẩm Memoir of the Life and Public Services of Sir Thomas Stamford Raffles năm 1830. Tên ban đầu của nó là Scyllium marmoratum, xuất phát từ tiếng Latin marmoratus nghĩa là "cẩm thạch". Do đó, một tên thông thường khác của loài này là "marbled catshark". Năm 1913, Samuel Garman đặt nó trong chi mới Atelomycterus. Mẫu vật điển hình bị bắt tại Sumatra và hiện giờ đang mất tích.